# Crotalaria speciosa
Crotalaria speciosa är en ärtväxtart som beskrevs av Albrecht Wilhelm Roth. Crotalaria speciosa ingår i släktet sunnhampor, och familjen ärtväxter. Inga underarter finns listade i Catalogue of Life.